# Episodi de I Greens in città (quarta stagione)
La quarta stagione della serie animata I Greens in città viene trasmessa negli Stati Uniti su Disney Channel dal 23 settembre 2023. In Italia verrà distribuita dal 2 ottobre 2024.
| nº | Titolo originale   | Titolo italiano            | Prima TV USA      | Prima TV Italia |
| -- | ------------------ | -------------------------- | ----------------- | --------------- |
| 1  | Truck Stopped      | L'area di servizio         | 23 settembre 2023 | 2 ottobre 2024  |
| 1  | Jingled            | Gran Jingle                | 23 settembre 2023 | 2 ottobre 2024  |
| 2  | Stand-Up Bill      | Cabaret Bill               | 30 settembre 2023 | 2 ottobre 2024  |
| 2  | Green Trial        | Processo Green             | 30 settembre 2023 | 2 ottobre 2024  |
| 3  | Bad Dad            | Un cattivo papà            | 7 ottobre 2023    | 2 ottobre 2024  |
| 3  | Junk Junkie        | Cianfrusaglie              | 7 ottobre 2023    | 2 ottobre 2024  |
| 4  | Handshaken         | Stretta di mano            | 14 ottobre 2023   | 2 ottobre 2024  |
| 4  | Coffee Mates       | Amiche in caffetteria      | 14 ottobre 2023   | 2 ottobre 2024  |
| 5  | Iced               | Giornata sul ghiaccio      | 21 ottobre 2023   | 2 ottobre 2024  |
| 5  | Chipped Off        | Il ritorno di Chip         | 21 ottobre 2023   | 2 ottobre 2024  |
| 6  | Internetted        | Internetted                | 6 aprile 2024     | 2 aprile 2025   |
| 6  | Guiding Gregly     | Aiutiamo Gregly            | 6 aprile 2024     | 2 aprile 2025   |
| 7  | Family Tree        | L'albero di famiglia       | 13 aprile 2024    | 2 aprile 2025   |
| 7  | Unguarded          | Senza guardia              | 13 aprile 2024    | 2 aprile 2025   |
| 8  | Concrete Jungle    | La giungla d'asfalto       | 20 aprile 2024    | 2 aprile 2025   |
| 8  | Starter Pack       | Il primo pacchetto         | 20 aprile 2024    | 2 aprile 2025   |
| 9  | Dollar Sense       | Il valore del denaro       | 27 aprile 2024    | 2 aprile 2025   |
| 9  | True Cawing        | Corvi per amici            | 27 aprile 2024    | 2 aprile 2025   |
| 10 | Fortune Feller     | Colui che tutto sa         | 5 ottobre 2024    | 2 aprile 2025   |
| 10 | No Escape          | Escape Room                | 5 ottobre 2024    | 2 aprile 2025   |
| 11 | Turkey Trouble     | Cercasi tacchino           | 16 novembre 2024  | 2 aprile 2025   |
| 11 | Hard Bargain       | Ottimo affare              | 16 novembre 2024  | 2 aprile 2025   |
| 12 | Dream Tree         | L'albero dei sogni         | 7 dicembre 2024   | 2 aprile 2025   |
| 12 | Blue Greens        | Giorno della tristezza     | 7 dicembre 2024   | 2 aprile 2025   |
| 13 | Hullabaloo'd       | Hullabaloo                 | 15 marzo 2025     | 2 aprile 2025   |
| 13 | Jaded              | La miglior impiegata       | 15 marzo 2025     | 2 aprile 2025   |
| 14 | Dog Proof          | La prova del cibo per cani | 22 marzo 2025     | 2 aprile 2025   |
| 14 | Cricket Control    | Parental Control           | 22 marzo 2025     | 2 aprile 2025   |
| 15 | April Fool         |                            | 29 marzo 2025     | 2025            |
| 15 | Good Grief         |                            | 29 marzo 2025     | 2025            |
| 16 | Evil Family        |                            | 5 aprile 2025     | 2025            |
| 16 | Greens Underground |                            | 5 aprile 2025     | 2025            |
| 17 | Freebie Frenzy     |                            | 12 aprile 2025    | 2025            |
| 17 | TP'd               |                            | 12 aprile 2025    | 2025            |
| 18 | Chocolate Santa    |                            | 19 aprile 2025    | 2025            |
| 18 | Meadow Mania       |                            | 19 aprile 2025    | 2025            |
| 20 | Split Decision     |                            | 26 aprile 2025    | 2025            |
| 20 | Skipped Over       |                            | 26 aprile 2025    | 2025            |
| 20 | One Hundred        |                            | 3 maggio 2025     | 2025            |
| 21 | Chip's Revenge     |                            | 7 giugno 2025     | 2025            |
| 22 | Charity Chase      |                            | 14 giugno 2025    | 2025            |
| 22 | Like Father        |                            | 14 giugno 2025    | 2025            |
| 23 | Locked In          |                            | 21 giugno 2025    | 2025            |
| 23 | City Wayne         |                            | 21 giugno 2025    | 2025            |
| 24 | Saxon Saxability   |                            | 28 giugno 2025    | 2025            |
| 24 | Remy Dillemy       |                            | 28 giugno 2025    | 2025            |
| 25 | Shawsbuckled       |                            | 5 luglio 2025     | 2025            |
| 25 | Nick Scouts        |                            | 5 luglio 2025     | 2025            |
| 26 | Flexed             |                            | 12 luglio 2025    | 2025            |
| 26 | After Dark         |                            | 12 luglio 2025    | 2025            |
| 27 | Spinned Off        |                            | 19 luglio 2025    | 2025            |
| 27 | Broken Karted      |                            | 19 luglio 2025    | 2025            |
| 28 | Short Wait         |                            | 26 luglio 2025    | 2025            |
| 28 | Unlawful Lawful    |                            | 26 luglio 2025    | 2025            |
| 29 | Scooped            |                            | 2 agosto 2025     | 2025            |
| 29 | Mulligan'd         |                            | 2 agosto 2025     | 2025            |
| 30 | Rehashed History   |                            | 9 agosto 2025     | 2025            |
| 30 | Unplanned          |                            | 9 agosto 2025     | 2025            |